# Embalse del Burguillo
Embalse del Burguillo är en reservoar i Spanien.   Den ligger i provinsen Provincia de Ávila och regionen Kastilien och Leon, i den centrala delen av landet, 70 km väster om huvudstaden Madrid. Embalse del Burguillo ligger 718 meter över havet. Arean är 5,9 kvadratkilometer. I omgivningarna runt Embalse del Burguillo växer i huvudsak blandskog. Den sträcker sig 4,6 kilometer i nord-sydlig riktning, och 8,2 kilometer i öst-västlig riktning.